# Acrotomodes chiriquensis
Acrotomodes chiriquensis là một loài bướm đêm trong họ Geometridae.